# Кіан Васен
Кі́ан Ва́сен (нід. Kyan Vaesen; нар. 13 квітня 2001) — бельгійський футболіст, нападник клубу «Вестерло».

## Клубна кар'єра
Почав займатися футболом в академії клубу «Вестерло», до якої приєднався 2013 року. В серпні 2019 року підписав з клубом свій перший професіональний контракт. 24 серпня 2019 року дебютував в основному складі «Вестерло» в матчі Кубка Бельгії проти клубу «Ла-Лув'єр». 7 вересня в матчі проти «Беєрсхота» дебютував в Першому дивізіоні Б, замінивши Саву Петрова.
15 липня 2020 року відданий в сезонну оренду в клуб «Тес Спорт». 26 вересня 2020 року дебютував за нову команду в матчі проти «Вінкел Спорт». 10 жовтня в поєдинку Кубка Бельгії проти «Дейнзе» забив свій перший гол за «Тес Спорт». У січні 2021 року повернувся з оренди у «Вестерло». 19 квітня 2021 року в матчі Першого дивізіону Б проти «Дейнзе» вперше відзначився за «Вестерло». В наступному сезоні 2021–22 забив 6 голів у 29 зустрічах за «Вестерло», допомігши команді виграти Перший дивізіон Б та підвищитись в класі.
В липні 2022 року продовжив контракт з «Вестерло» до 2026 року. 24 липня в матчі проти клубу «Серкль» (Брюгге) дебютував в Про-лізі. 17 вересня забив свій перший гол в Про-лізі в поєдинку з «Шарлеруа».
25 липня 2024 року на правах оренди перейшов в нідерландський клуб «Віллем II» до кінця сезону. 10 серпня дебютував за «Віллем II» в матчі Ередивізі проти «Феєнорда», в якому також забив свій перший гол за клуб.
9 серпня 2025 року матч Про-ліги проти «Мехелена» став для нього ювілейним, 100-им, в складі «Вестерло».

## Кар'єра в збірній
Виступав за збірні Бельгії до 19 і до 21 року.

## Особисте життя
Син колишнього футболіста Ніко Васена.

## Статистика виступів
Станом на 9 серпня 2025
| Клуб              | Сезон             | Чемпіонат               | Чемпіонат | Чемпіонат | Кубок | Кубок | Єврокубки | Єврокубки | Інші  | Інші | Всього | Всього |
| Клуб              | Сезон             | Дивізіон                | Матчі     | Голи      | Матчі | Голи  | Матчі     | Голи      | Матчі | Голи | Матчі  | Голи   |
| ----------------- | ----------------- | ----------------------- | --------- | --------- | ----- | ----- | --------- | --------- | ----- | ---- | ------ | ------ |
| Вестерло          | 2019–20           | Челледжер Про-ліга      | 6         | 0         | 3     | 0     | —         | —         | 0     | 0    | 9      | 0      |
| Вестерло          | 2020–21           | Челледжер Про-ліга      | 4         | 2         | 1     | 0     | —         | —         | 0     | 0    | 5      | 2      |
| Вестерло          | 2021–22           | Челледжер Про-ліга      | 26        | 5         | 3     | 1     | —         | —         | 0     | 0    | 29     | 6      |
| Вестерло          | 2022–23           | Про-ліга                | 31        | 6         | 2     | 0     | —         | —         | 1     | 0    | 34     | 6      |
| Вестерло          | 2023–24           | Про-ліга                | 15        | 0         | 0     | 0     | —         | —         | 6     | 1    | 21     | 1      |
| Вестерло          | 2025–26           | Про-ліга                | 2         | 1         | 0     | 0     | —         | —         | 0     | 0    | 2      | 1      |
| Вестерло          | Всього            | Всього                  | 84        | 14        | 9     | 1     | 0         | 0         | 7     | 1    | 100    | 16     |
| → Тес Спорт       | 2020–21           | Національний дивізіон 1 | 3         | 0         | 1     | 1     | —         | —         | —     | —    | 4      | 1      |
| → Віллем II       | 2024–25           | Ередивізі               | 27        | 4         | 1     | 2     | —         | —         | 4     | 34   | 6      |        |
| Всього за кар'єру | Всього за кар'єру | Всього за кар'єру       | 115       | 18        | 11    | 4     | 0         | 0         | 11    | 1    | 136    | 23     |

1. 1 2  Матчі в плей-оф за участь в Лізі Європи УЄФА
2. ↑  Матчі в плей-оф Еерестедивізі

## Досягнення
«Вестерло»
- Переможець Першого дивізіону Б: 2021–22